# Audi A2
Audi A2 — хетчбэк сегмента B, выпускавшийся немецкой автомобилестроительной компанией Audi AG (в составе концерна Volkswagen AG) с 1999 по 2005 год. Одной из отличительных особенностей модели является полностью алюминиевый кузов, за что A2 даже получил дизайнерскую премию. Несмотря на это, популярной она не стала — было продано около 173 тысяч автомобилей. Тем не менее, различные автомобильные издания оценили автомобиль положительно.

## История

### Оригинальная модель (1999)

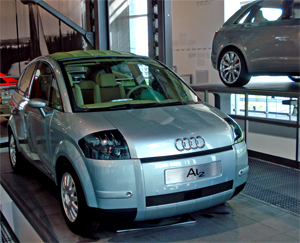
Audi Al2 (1997)

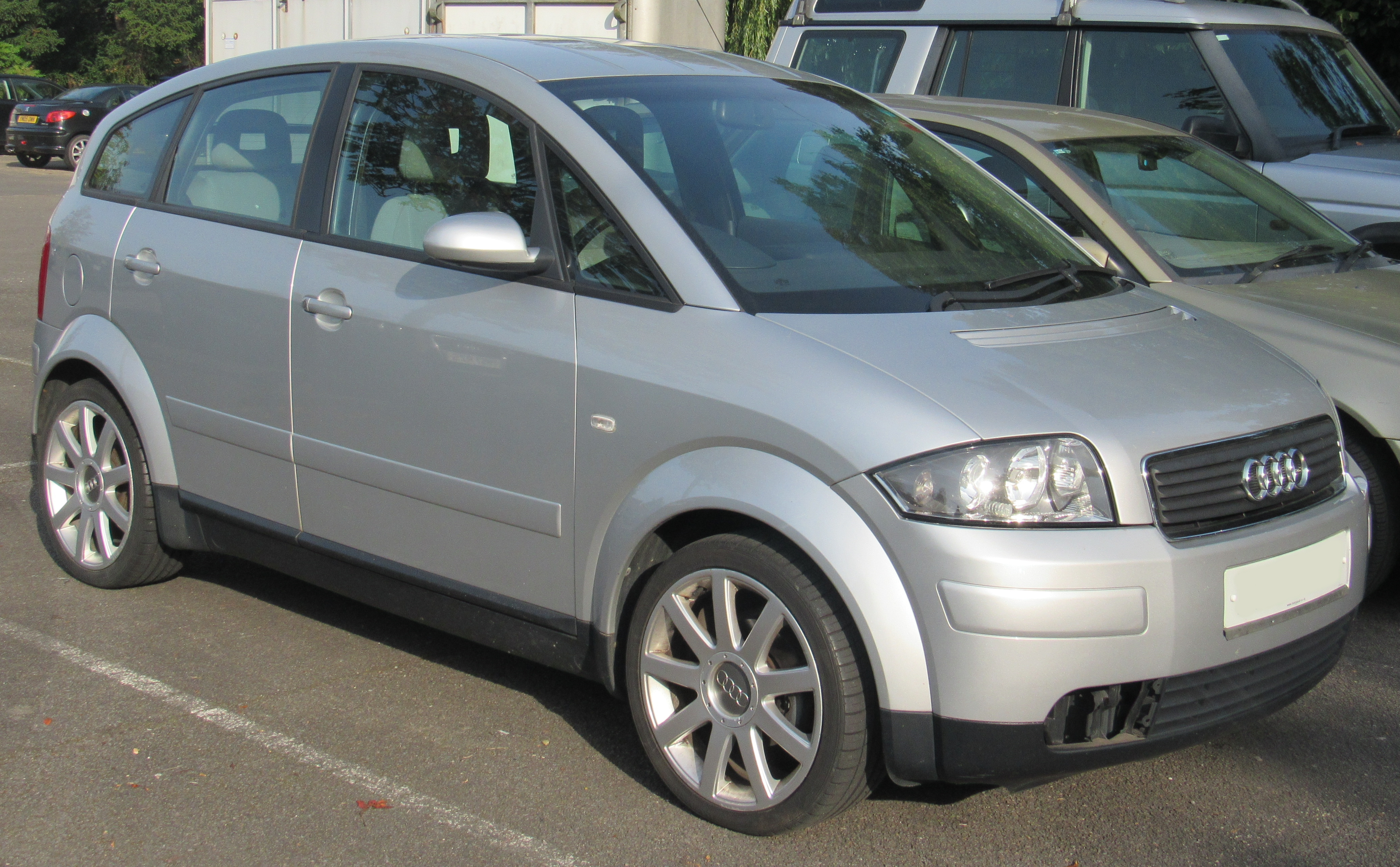
Рестайлинговая модель (2003—2005)

История модели начинается в 1997 году, когда на Франкфуртском автосалоне был представлен прототип Audi Al2. Кузов модели выполнен из алюминия (эта технология раннее уже применялась на модели A8). Модель оснащена трёхцилиндровым 1,2-литровым двигателем с непосредственным впрыском, мощность — 55 кВт (75 л.с).
Презентация серийной модели прошла на Франкфуртском автосалоне в сентябре 1999 года, а серийное производство началось в ноябре. На разработку автомобиля было потрачено около 200 млн долларов. На старте продаж цена Audi A2 составляла от 20 000 долларов. Продажи модели стартовали в середине 2000 года. Сборка осуществлялась на заводе в городе Неккарзульм, Германия. Планировалось, что ежегодно на заводе будет производиться 60 000 автомобилей A2. Продажи модели в России начались в декабре 2000 года.
В сентябре 2003 года, вновь на Франкфуртском автосалоне, была представлена рестайлинговая модель. Внешние отличия минимальные — лишь несколько иная решётка радиатора. Изменения претерпела и гамма двигателей: добавилась новая версия 1,4-литрового дизельного двигателя, получившая турбокомпрессор и тем самым увеличившая мощность до 90 л.с, а давление турбины — до 2,3 бар. Продажи рестайлинговой модели начались в ноябре 2003 года.
В мае 2005 года стали появляться сведения о возможном преемнике модели. Предполагалось, что она будет доступна в пятидверной и трёхдверной модификациях, а также в модификации кабриолет. Однако, уже в июне было принято решение свернуть производство модели и разработку следующего поколения, поскольку для компании это будет неприбыльно. В июле производство Audi A2 было прекращено.

#### Модификации
Вместе со стандартной моделью была представлена версия с улучшенным коэффициентом аэродинамического сопротивления и низким расходом топлива — A2 3L. На такую модель устанавливался дизельный двигатель объёмом 1,2 литра и мощностью 45 кВт. Основной его особенностью является крайне низкий расход топлива, который составляет всего 2,99 л/100 км (отсюда и название данной модификации). Объём бака невелик — 20 литров. Запас хода модели составляет 669 км. Двигатель, как и кузов модели, сделан из алюминия, его масса составляет всего 100 кг. Общая же масса A2 3L составляет 825 кг — на 70 кг меньше, чем у обычной модели. Коэффициент аэродинамического сопротивления экологичной модификации составляет всего 0,25, что на момент выпуска модели являлось самым низким значением этого коэффициента в истории. Также на автомобиле присутствует режим Eco, при включении которого автомобиль будет автоматически глушить двигатель при остановке, например, на светофоре, и запускать его при отпускании педали тормоза. Двигатель также глушится при отпускании педали газа для езды по инерции.
Ещё в декабре 2002 года появились первые сведения об ограниченной серии Audi A2 под названием Lifestyle, отличающейся яркими цветами и дополнительными опциями. В действительности же такая версия была представлена в июне 2003 года и получила название colour.storm (дословно — «цветной шторм»). Модель дороже обычной на 1650 евро. Также был доступен пакет Pro Line (доплата — 595 евро), содержавший полностью автоматический кондиционер, 15-дюймовые легкосплавные диски, окрашенные в цвет кузова наружные зеркала заднего вида и дверные ручки, кожаная обивка рулевого колеса, ручки КПП и рукоятки ручного тормоза, пульт дистанционного управления центральным замком и подсветка зеркал на солнцезащитных козырьках.
В декабре 2004 года была представлена версия модели на водородном топливе. Мощность двигателя составляет 150 л.с., а крутящий момент — 425 Нм. Максимальная скорость — 175 км/ч, запас хода — 220 км. Дальнейшая разработка привела в мае 2005 года к появлению модели Audi A2H2. Побочным продуктом этого автомобиля является чистая вода.

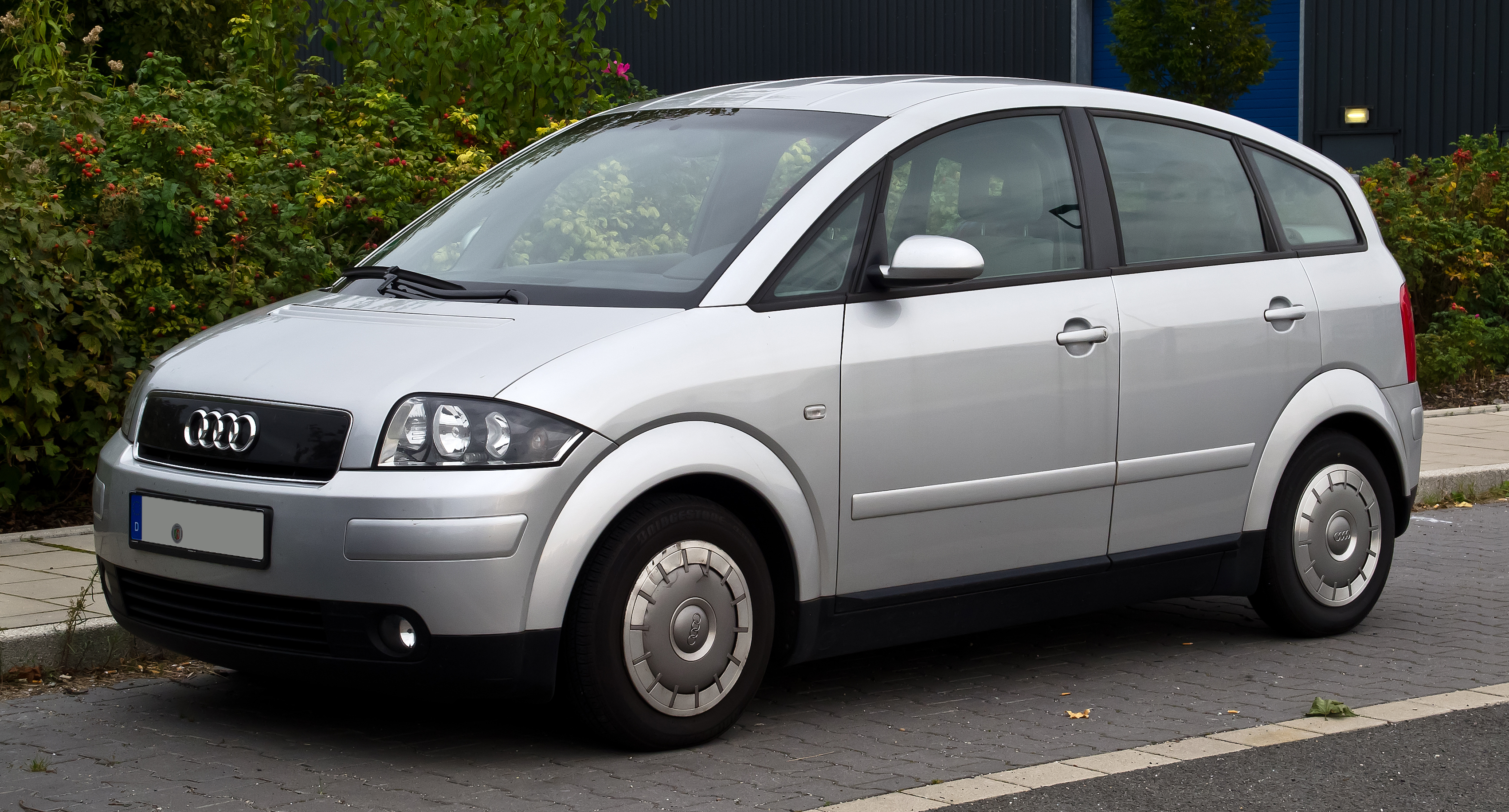
A2 3L
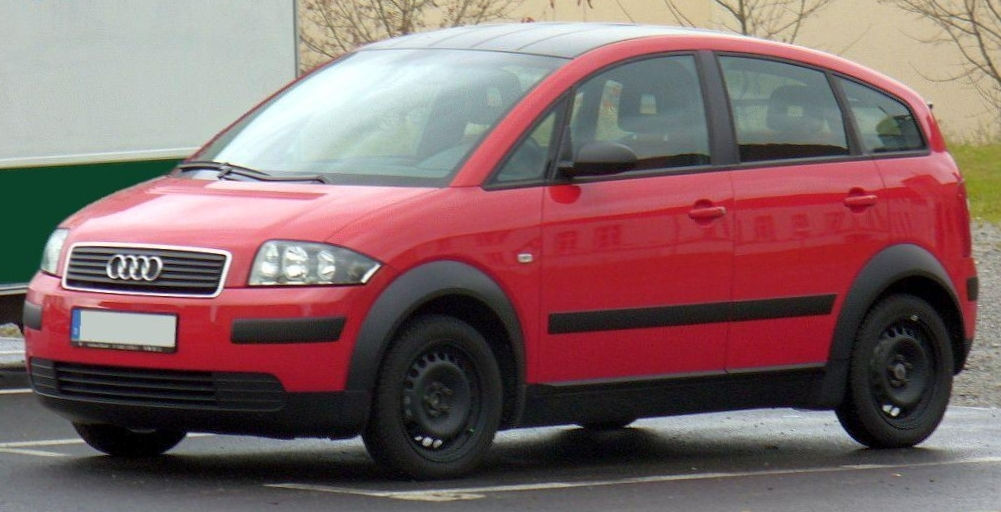
A2 colour.storm
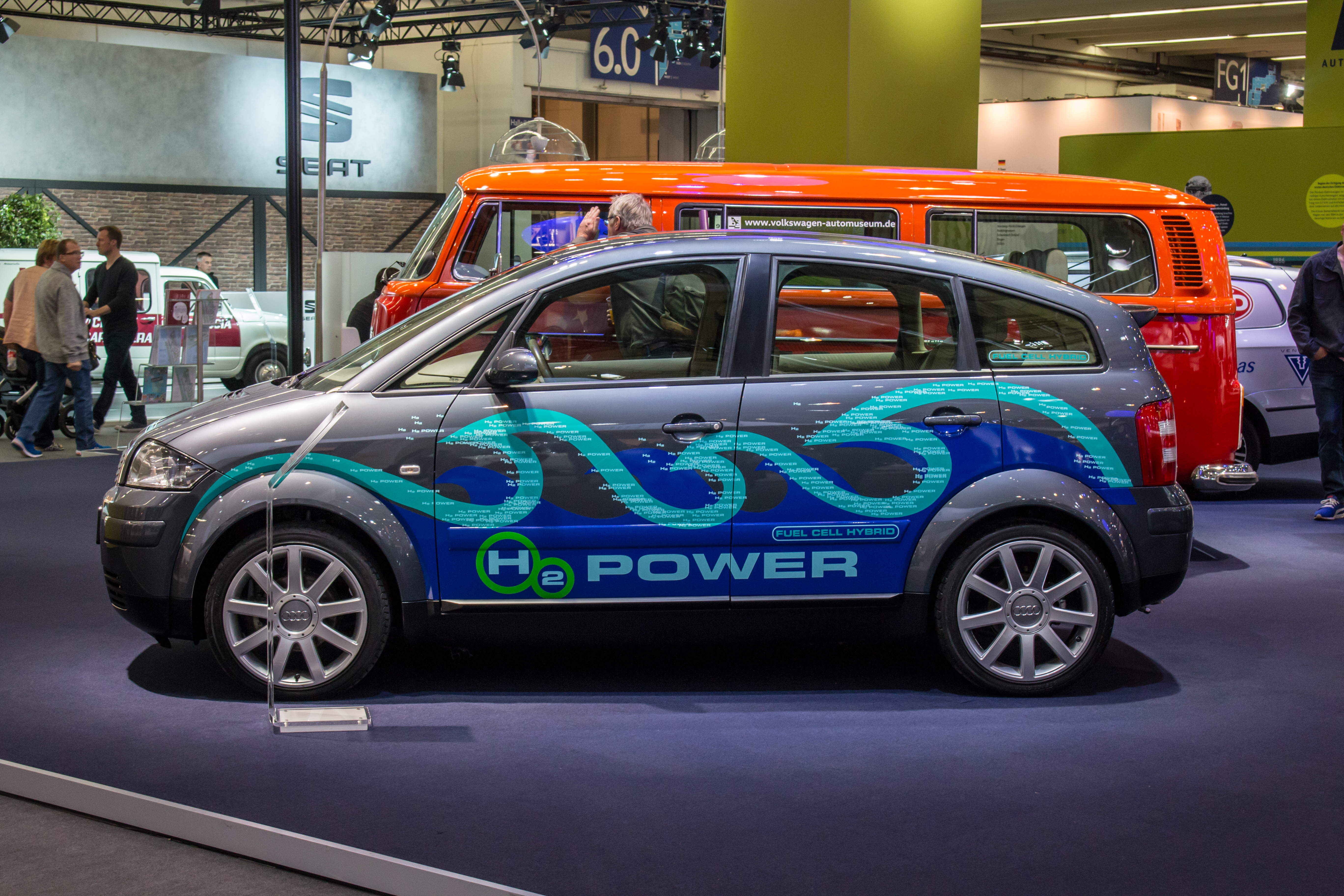
A2 3L

### Попытка возрождения (2008—2013)

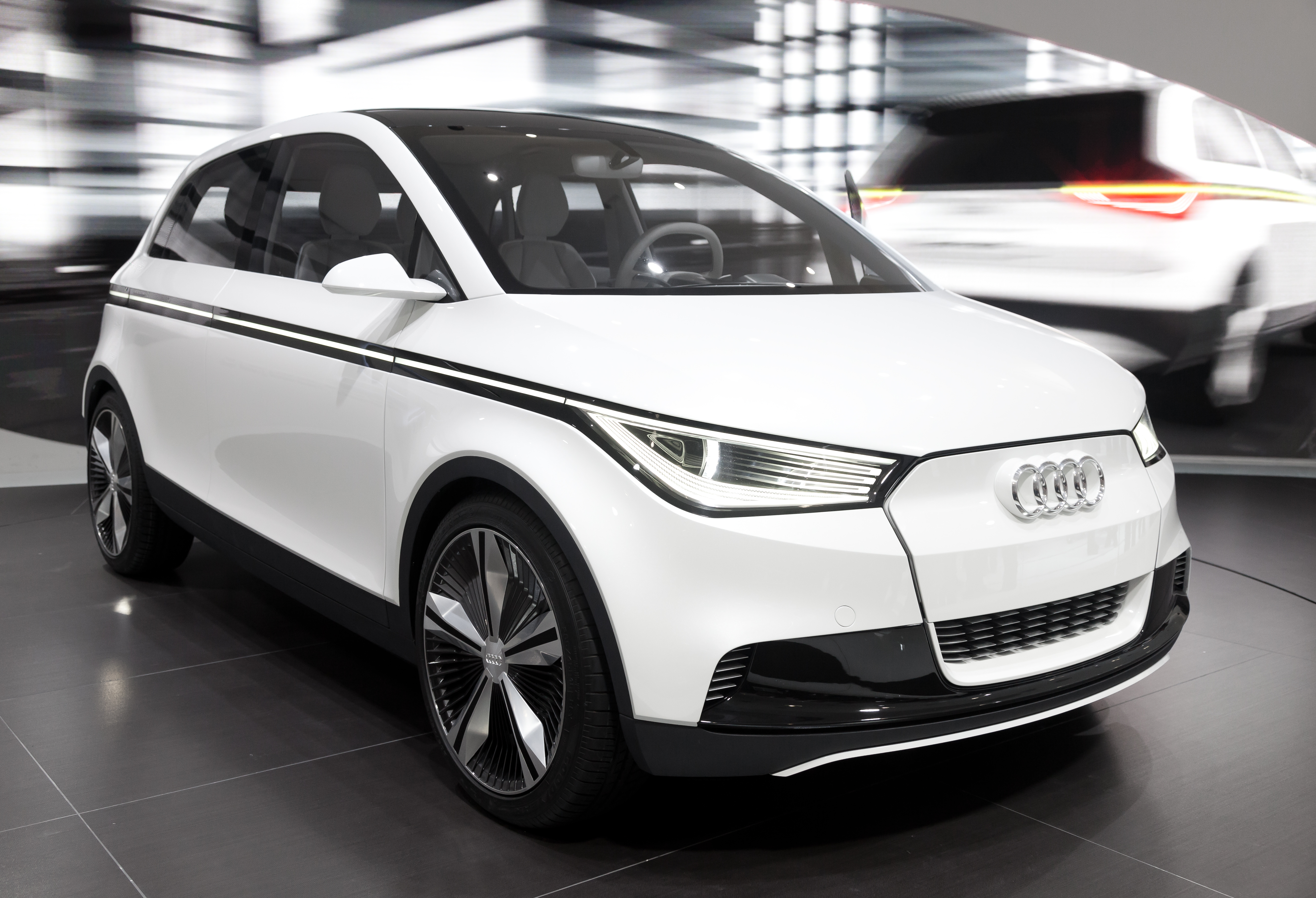
Концепт 2011 года

В ноябре 2008 года на тот момент глава Audi Руперт Штадлер впервые высказался о возобновлении разработки преемника для Audi A2. В декабре 2009 года появились официальные сведения о разработке модели A2 второго поколения. Было заявлено, что модель будет построена на одной платформе с Audi A1. В марте 2010 года появились слухи о том, что новое поколение выйдет на рынок в 2014 году, однако позднее эту дату отложили до 2016 года.
В июне 2011 года стало известно, что на Франкфуртском автосалоне 2011 года будет представлен концепт будущей модели. Это действительно произошло в сентябре 2011 года, когда на вышеупомянутой выставке прошла презентация концепта будущей модели. Модель является электромобилем — передние колеса приводятся в движение поперечно установленным электромотором мощностью 116 л.с, а в качестве источника энергии используется литий-ионный аккумулятор емкостью 31 кВт·ч, расположенный в полу. По данным Audi, вес концепта составляет 1150 кг благодаря кузову, построенному из алюминия (как и у оригинальной модели) и углеродного волокна. Зарядка занимает не более 4 часов. Audi утверждает, что запас хода составляет 200 км, а разгон до 100 км/ч занимает 9,3 секунды. Максимальная скорость — 150 км/ч. Передняя подвеска — типа MacPherson, задняя — торсионная балка.
В январе 2013 года стало известно об отмене выпуска модели второго поколения.

## Дизайн и конструкция

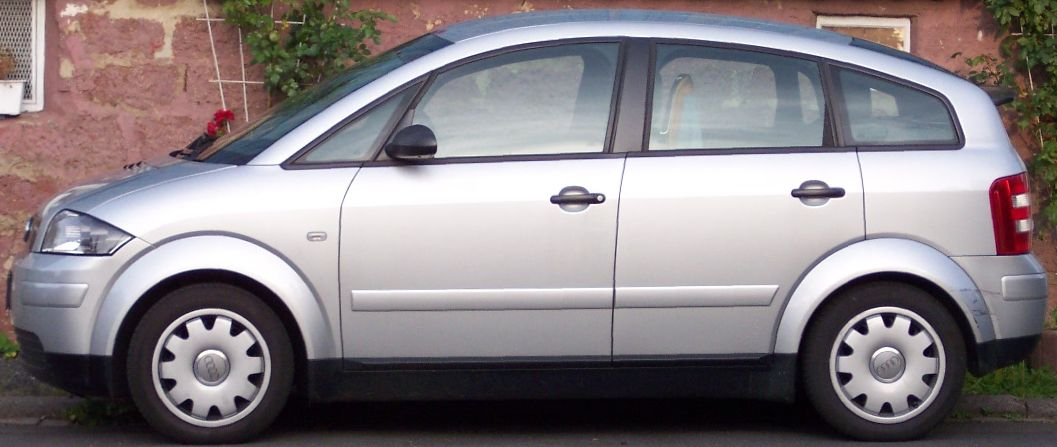
Вид сбоку

Кузов модели — пространственная рама из алюминия, официальное её название — Audi Space Frame (ASF). Стыковка всех частей рамы производится как с помощью сварки, так и с помощью клепки, что повышает прочность кузова (а как следствие — ещё и безопасность). Использование алюминия сильно уменьшило массу модели — 895 кг. Каплевидная форма кузова обеспечила низкий коэффициент аэродинамического сопротивления — 0,28. Капот у модели нельзя открыть привычным способом, это возможно сделать только со специальным оборудованием, поскольку вместо петель стоят пружинные замки (проще говоря, традиционной крышки капота здесь нет). Однако, можно открыть решётку радиатора, где есть доступ к бакам моющей жидкости и масла, а также к щупу.
Интерьер в целом традиционный: четырёхспицевый руль, на центральной консоли имеется экран, положение панели приборов и рычага КПП привычное. Издание «Пятое колесо» отметило, что педаль сцепления имеет большой и свободный ход. Сидения второго ряда регулируются по наклону спинки. Багажник имеет объём 390 литров, а при сложенных задних сиденьях он достигает 1440 литров (задние сиденья можно не только сложить, но и ещё приставить к передним сидениям с помощью выдвигающихся ножек, а также вынуть вовсе).

### Технические характеристики
Модель имеет передний привод. Передняя подвеска — типа McPherson, задняя — на продольных рычагах со стабилизатором поперечной устойчивости. Передние тормоза — дисковые, задние — барабанные. Устанавливаемые колёса — 175/60 R15. На старте продаж модель предлагалась с двумя двигателями. Первый — бензиновый объёмом 1,4 литра, мощностью 55 кВт (75 л.с) с многоточечным впрыском топлива. Разгон от 0 до 100 км/ч занимает 12 секунд, максимальная скорость — 173 км/ч. Средний расход топлива — 6,1 л/100 км. Второй — дизельный, по большинству характеристик почти или полностью он совпадает с бензиновым, но расход топлива у него ниже — 4,2 л/100 км.

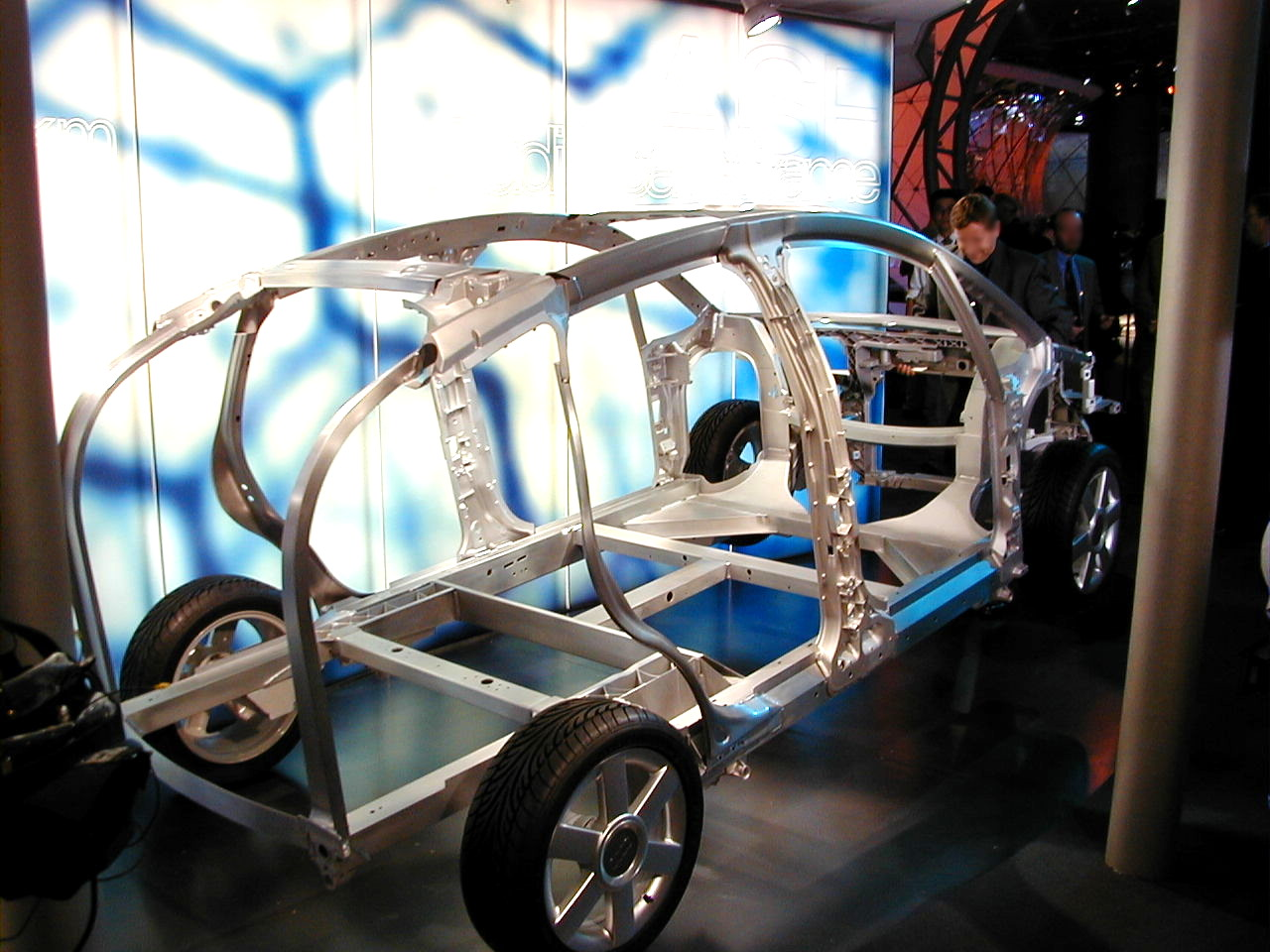
Рама из алюминия
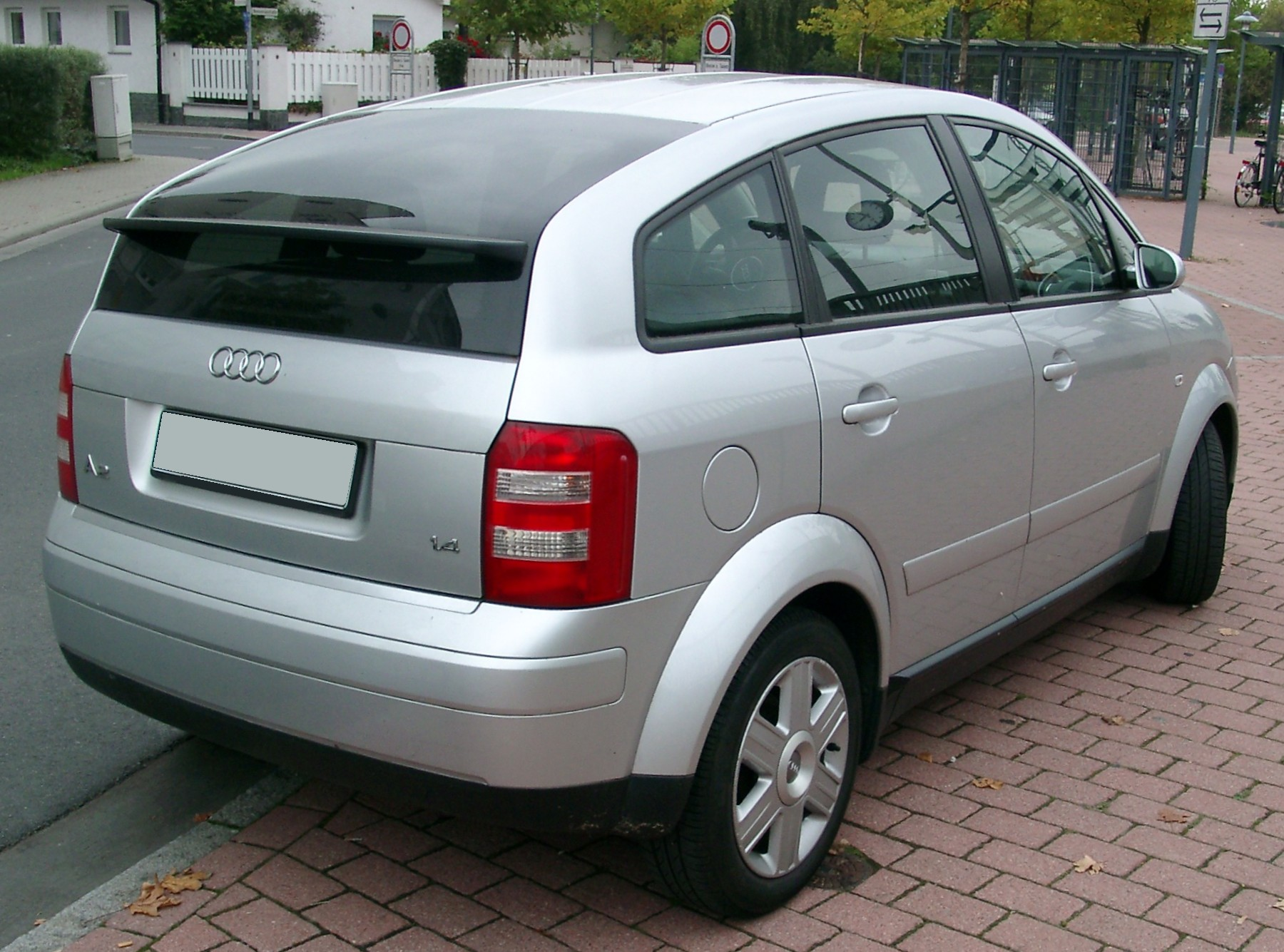
Вид сзади
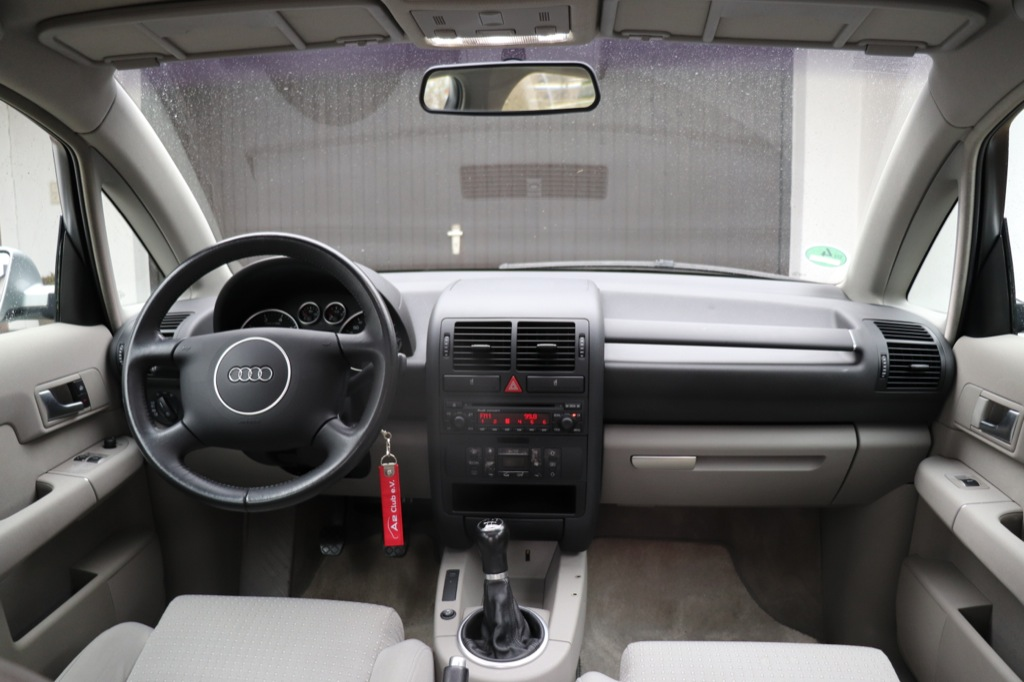
Интерьер
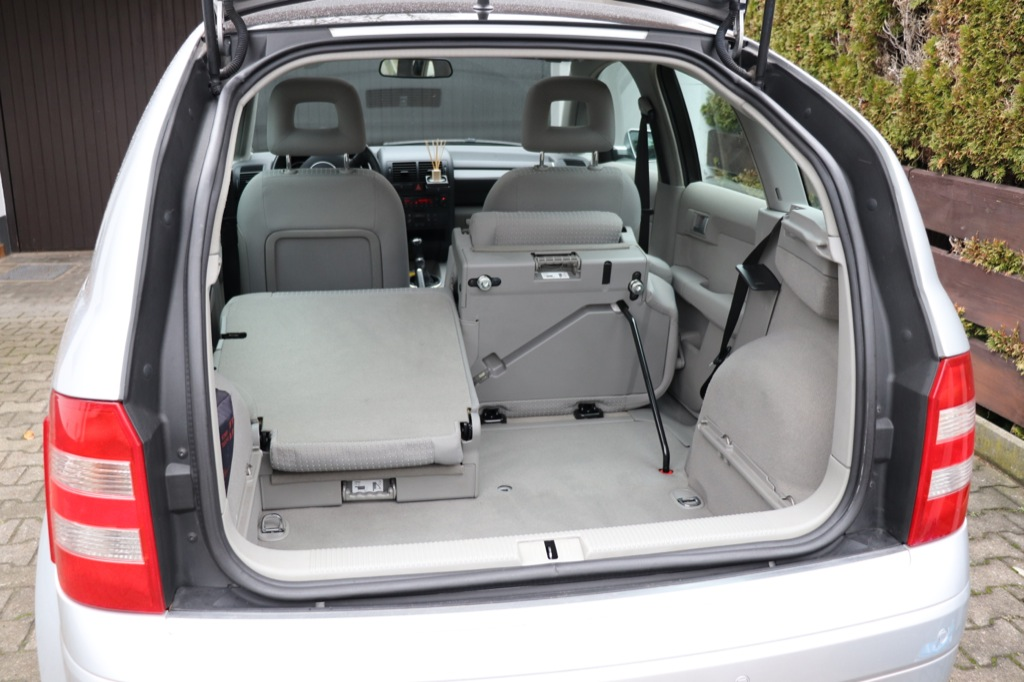
Багажник, сиденья сложены по-разному

## Безопасность
Модель прошла краш-тест EuroNCAP в 2002 году. Согласно отчёту, модель комплектовалась преднатяжителями и ограничителями нагрузки ремней безопасности, фронтальными подушками безопасности водителя и пассажира и креплениями Isofix на задних сидениях. Опционально были доступны боковые шторки безопасности, но модель тестировалась без них.
Во фронтальном ударе A2 показал себя отлично: жизненное пространство для пассажиров почти не уменьшилось, была отмечена значительная (но не высокая) нагрузка на грудные клетки водителя и пассажира, а вот нагрузка на колени водителя была высокой, травмоопасными для колен оказались и структуры в передней панели. В боковом ударе автомобиль защитил пассажиров отлично. Audi заплатила за проведение бокового удара об столб со шторками безопасности, но в отчёт этот тест не включили. Что касается защиты детей, то голова трёхлетнего ребёнка в боковом ударе была плохо защищена, а в боковом ударе нагрузки на грудные клетки и головы была высокой. Пешеходов автомобиль защищает плохо, 5 баллов он получил только за лобовое стекло.

## Обзоры и оценки
Издание «Авторевю» в конце 2000 года провело сравнительный тест Audi A2 и его основного конкурента — Mercedes-Benz A-класса. Интерьер Audi оказался эргономичнее и комфортнее, однако за счёт широких стоек крыши обзорность и удобство при посадке оказалось хуже, чем у A-класса. В плане рулевого управления A2 получил больше баллов. Итоговая оценка — 865 баллов из 1000 против 830 у A-класса. Издание «За рулём» из плюсов отметило высокое качество сборки и окраски, хорошую динамику, экономичность, просторный салон и большие сервисные интервалы, а из минусов — высокую цену, жесткую подвеску, малый клиренс и ограниченную обзорность назад в сырую погоду.
Что касается иностранных изданий, то нидерландское издание «Autoweek» поставило модели оценку 4,8 из 5: производительность получила 4 из 5, а цена, комфорт и надёжность — 5 из 5. На вопрос «Купили ли бы мы этот автомобиль снова» был дан ответ «Да». Другое нидерландское издание, «Autozine», из плюсов отметило удовольствие от вождения этим автомобилем, продуманную концепцию и изысканный дизайн, а из минусов — высокий порог багажного отделения и дребезжание двигателя.

## Награды
В сентябре 2002 года модель за свой выдающийся дизайн и конструкцию кузова была удостоена дизайнерской премии Designpreis der Bundesrepublik Deutschland, помимо неё эту премию тогда получили офисная мебель и интернет-сайт.

## Отзывные кампании
Модель за 5 лет продаж отзывалась лишь дважды. Первый отзыв произошёл в октябре 2002 года из-за возможности несрабатывания подушки безопасности. Второй отзыв произошёл в марте 2005 года из-за возможности поломки болтов на крышке топливного насоса.

## Продажи
Модель оказалась провальной — за всё время было продано лишь около 173 тысяч машин, из которых почти все — в Европе. В России было продано лишь 45 автомобилей.
| Страна | Календарный год | Календарный год | Календарный год | Календарный год | Календарный год | Календарный год | Календарный год | Итого   |
| Страна | 2000            | 2001            | 2002            | 2003            | 2004            | 2005            | 2006            | Итого   |
| ------ | --------------- | --------------- | --------------- | --------------- | --------------- | --------------- | --------------- | ------- |
| Европа | 17 781          | 51 517          | 39 914          | 28 647          | 22 136          | 13 026          | 421             | 173 442 |
| Россия | 3               | 38              | -               | 3               | 1               | -               | -               | 45      |